# جبل جانين
جبل جانين وفي كثير من الأوقات يذكر اقترانا مع كهف بداخله فيمسى جبل وكهف جانين هو جبل ضخم في منطقة حائل يقع وسط بحيرة جانين الغنية بالمياه الجوفية ويتميز بوجود كهف كبير يبلغ طوله حوالي 100 متر تقريبا وتكثر فيه النقوش الثمودية والحبشية القديمة التي تنتشر على صخور الجبل بالإضافة إلى مجموعة كبيرة من الكتابات والرسومات الآدمية والحيوانية، تقع جانين شرق مدينة حائل على بعد 75 كم تقريبا.

## نظرة عامة
يقع جبل وكهف جانين على بعد 75 كم شمال شرق مدينة حائل، ويعد جبل جانين من المواقع السياحية بمنطقة حائل، وذلك لكونه يضم واحد من أقدم الكهوف الأثرية التي استوطن الإنسان بها قبل التاريخ في منطقة حائل، ويضم أيضا مجموعة من اللوحات التشكيلية الفنية لرسوم ونقوش صخرية معبرة بموضوعاتها وتكويناتها وعناصرها، فعلى جدران كهفه يستطيع السائح مشاهدة منوعات تشكيلية لرسوم ونقوش حفرت بأساليب فنية متعددة منها الحفر الغائر والبارز والحز والتفريغ مرورا بالحقب التاريخية المتتالية إلى ما قبل الميلاد، نقوش ورسوم الجبل تمثل نشاطات إنسان ما قبل التاريخ وصور من حياته اليومية، فالكهف يضم كتابات ثمودية قديمة ورسوم أدمية وحيوانية متنوعة.

## القيمة الأثرية
تنتشر الأدلة الأثرية في جبل جانين الممتد على مساحة 3 كيلومترات قبالة صحراء النفود الكبير، وعلى الرغم من أن المسوحات الأثرية للموقع لم تكشف عن مستوطنة سكنية، إلا أن تلك البحيرة الجافة والآبار المطمورة في الأجزاء الشمالية الشرقية من الموقع تؤكد أن ثمة مستوطنة سكانية كانت تقوم بالقرب من المكان، وربما طمرتها رمال النفوذ التي تغطي أرجاء واسعة من الموقع، وفي ضوء الدراسات العلمية يستنتج أن موقع جانين كان خلال الألف الرابع قبل الميلاد مأهولا بالسكان، ولعل ما يعزز ذلك ما أفضت إاليه الدراسات المخبرية لبعض الرسوم الصخرية للموقع، وقد بينت نتائج تحليل طبقة العتق التي جرى أخذها من سطح رسمة أحد الوعول أن تاريخها يقع بين الفترة 6000 و4000 سنة قبل وقتنا الحاضر، كما يشير وجود كميات من النقوش العربية الشمالية القديمة (الثمودية) في موقع جانين إالى حقيقة تفضي إلى أن جانين شهدت استيطانا كثيفا في فترة انتشار الخط الثمودي في المنطقة، أي خلال النصف الثاني من الألف الأول قبل الميلاد، وترتكز آثار موقع جانين على موضوعين أثريين هما :
- تمثله مجموعة من الرسوم الصخرية عثر عليها مرسومة على صخور جبل جانين، وهي تجسد تلك الموضوعات المتعارف عليها في رسوم شمال الجزيرة العربية الصخرية، إذ تغلب عليها التصاوير البشرية والحيوانية من أبقار ووعول وجمال وخيول وبعض فصائل الكلاب، ومجموعة من الأشكال الهندسية كشف عنها قرب مأوى صخري طبيعي يبعد نحو 100 متر شرقي جبل جانين، جائت على هيئة دوائر وأنصاف دوائر وخطوط متعامدة، ويبرز من بين الرسوم الصخرية في موقع جانين تلك الرسوم التي كشف النقاب عنها في كهف جانين، وهي تجسد تصاوير تعكس بعض ملامح الحياة الاجتماعية والدينية لسكان المنطقة خلال الألف الأول قبل الميلاد، فعلى جنبات الكهف يظهر صف من لأشكال الآدمية برؤس حيوانية، استخدم في رسمها أسلوب الرسم التخطيطي وتظهر عليها الحركة، وكأن الرسام أراد أن يبرزها في حالة راقصة، وبجانب هذه الرسوم ثمة رسوم مهمة ربما لسيدتين رسم رأسهما على هيئة رأس حيوان يشبه الحصان أو الحمار، ويلاحظ أنهما ترتديان ملابس حتى أسفل الركبة ولا يتضح من تفاصيلهما مادة الصنع أهي من الجلد أم القماش، ولكن تفصيلهما ينم عن معارة في القص والحياكة، فضلا عن ذلك يحتوي الكهف على طبعات متكررة للأيدي، والحقيقة أن رسمة راحة اليد له دلالة فكرية ترتبط بالعقائد الدينية والمعبودات الوثنية في العالم القديم، ويبدو أن تاريخ طبعات الأيادي في كهف جانين يعود إالى النصف الثاني من القرن الأول قبل الميلاد، ومما يعزز هذا الرأي بعضها رسم وسط اطار ترافقه بعض النقوش الثمودية التي يرجع تاريخها إالى النصف الثاني من القرن الأول قبل الميلاد .

- الموضوع الثاني الذي يجسد بعض ملامح الحياة الثقافية لسكان الموقع آن ذاك، فقد عثر على واجهات الصخور المحيطة على مجموعة من النقوش كتبت بالخط العربي الشمالي القديم (الخط الثمودي)، تردد فيها أسماء سكان المنطقة آن ذاك، أحدها يذكر قبيلة تدعى في متن النقش (صباح)، ونقوش الموقع إجمالا هي من نوع النقوش التذكارية التي تكتفي بذكر أسماء الأشخاص، والإشارة إلى بعض أحاسيسهم ومشاعرهم تجاه ذويهم وأهلهم، وبعضا من نوع الابتهالات الموجهة إلى معبوداتهم لطلب العون والرضا.[4]

## وصلات خارجية
- صورة لنقش وجد في جبل جانين
- رسمة داخل كهف جانين